# Coalfields No 4
Coalfields No 4 est une municipalité rurale située dans le Sud-Est de la Saskatchewan au Canada.

## Géographie
Coalfields No 4 est située dans le Sud-Est de la province de la Saskatchewan. Elle fait partie de la SARM Division No 1 (en) et de la Division de recensement no 1 (en). Elle partage sa frontière sud avec l'État américain du Dakota du Nord. Elle comprend un seul bourg (town en anglais), celui de Bienfait.

## Démographie
| 2001 | 2006 | 2011 | 2016 |
| ---- | ---- | ---- | ---- |
| 415  | 396  | 382  | 368  |